# Oumar Mariko
Oumar Mariko, född 4 februari 1959, är en malisk politiker.

## Biografi
1996 var han med om att bilda det kommunistiska partiet Afrikansk solidaritet för demokrati och självständighet, SADI, vars kandidat han var i presidentvalen 2002, 2007 och 2013. I december 2021 greps Oumar Mariko för "förolämpande kommentarer" mot Choguel Maïga och Malis premiärminister.